# フィリップス・コレクション
フィリップス・コレクション (The Phillips Collection) は、ワシントンD.C.にある美術館である。

## 沿革
1921年にアメリカ初の近代美術館として開館した。
創設者のダンカン・フィリップスは、鉄鋼会社の創業者であるジェームズ・ラフリン（James H. Laughlin）を祖父に持つ。彼は兄のジムと共に美術評論を行い、また一族のコレクションを管理していた。1917年に父親を、1918年に兄を相次いで亡くし、ダンカン・フィリップスは母親エリザと共にフィリップス・メモリアル・アート・ギャラリーを設立。1921年より一般公開となった。ダンカン・フィリップスは1921年に画家であるマージョリー・アッカーと結婚し、ともにコレクションを拡大していった。

## コレクション
ルノワールの『舟遊びの昼食』、フィンセント・ファン・ゴッホの『アルルの公園の入口』、ポール・セザンヌの『ザクロと洋梨のあるショウガ壺』といったヨーロッパ絵画だけでなく、ジョン・マリンやエドワード・ホッパー、スチュアート・デイヴィス、モーリス・プレンダーガスト、ジョージア・オキーフ、ジョン・スローン、グランマ・モーゼス、サム・フランシスなどの20世紀アメリカ絵画のコレクションでも知られている。

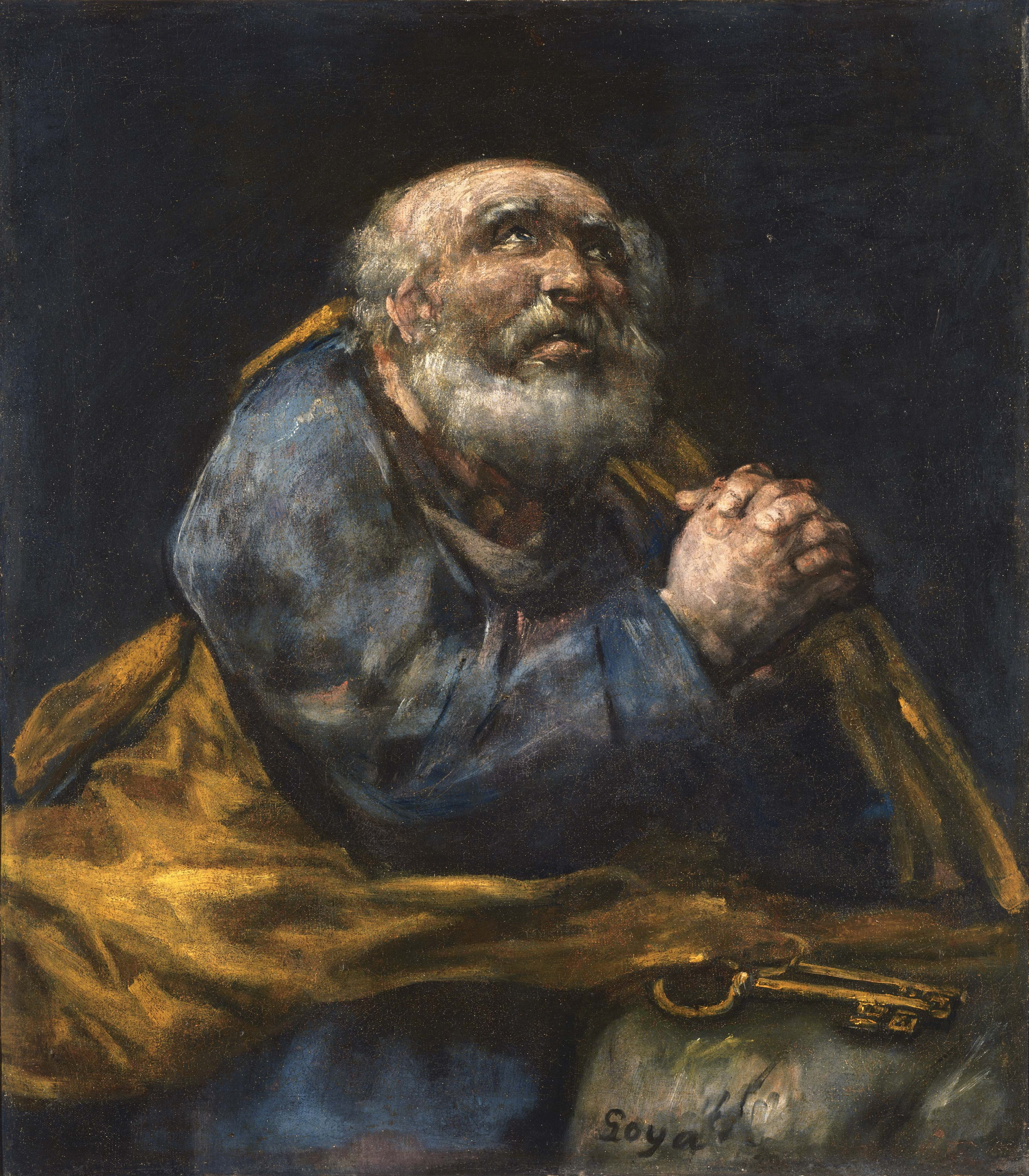
フランシスコ・デ・ゴヤ, St. Peter Repentant, 1823-1825
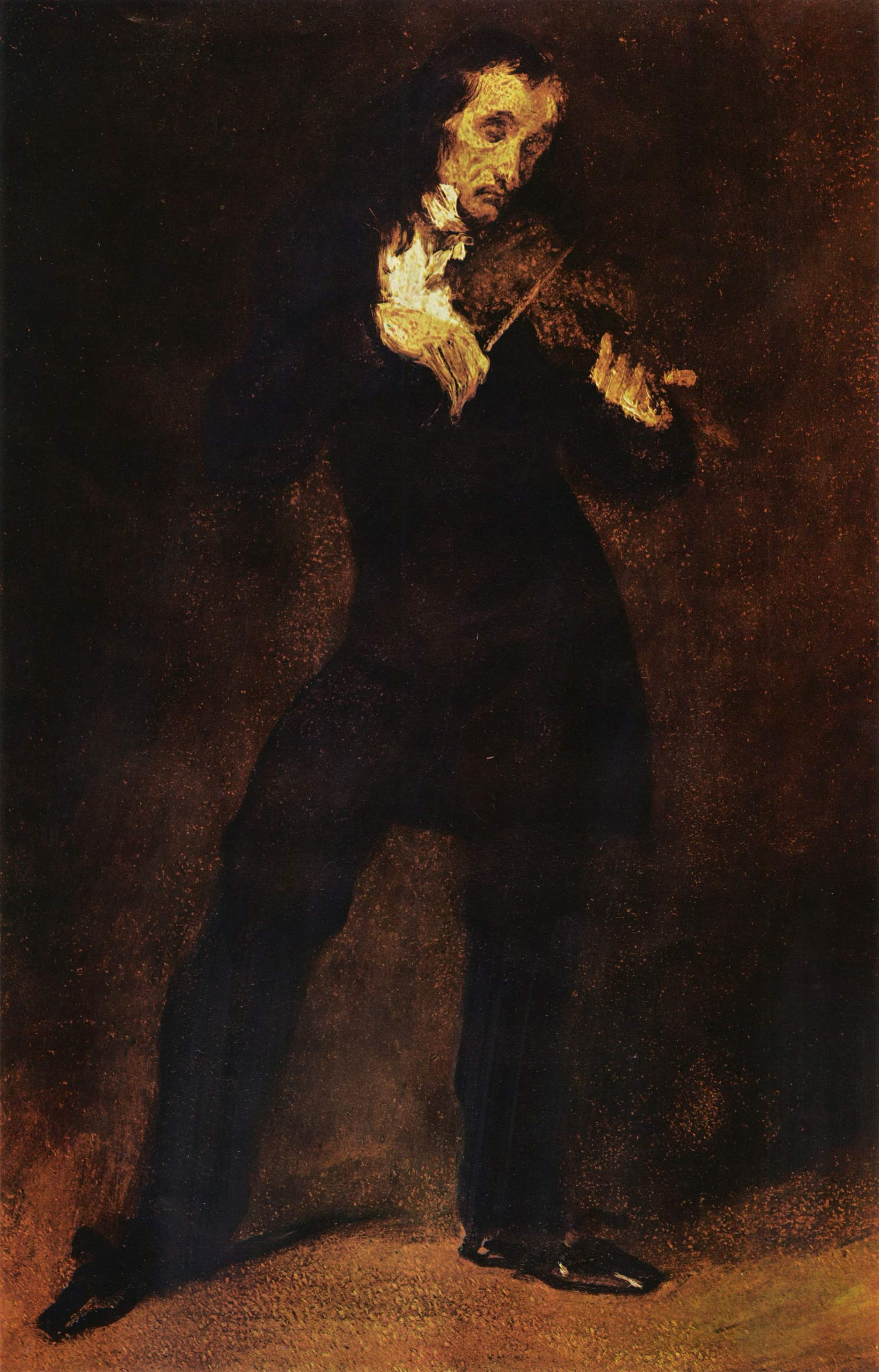
ウジェーヌ・ドラクロワ, 「ニコロ・パガニーニの肖像」, 1832
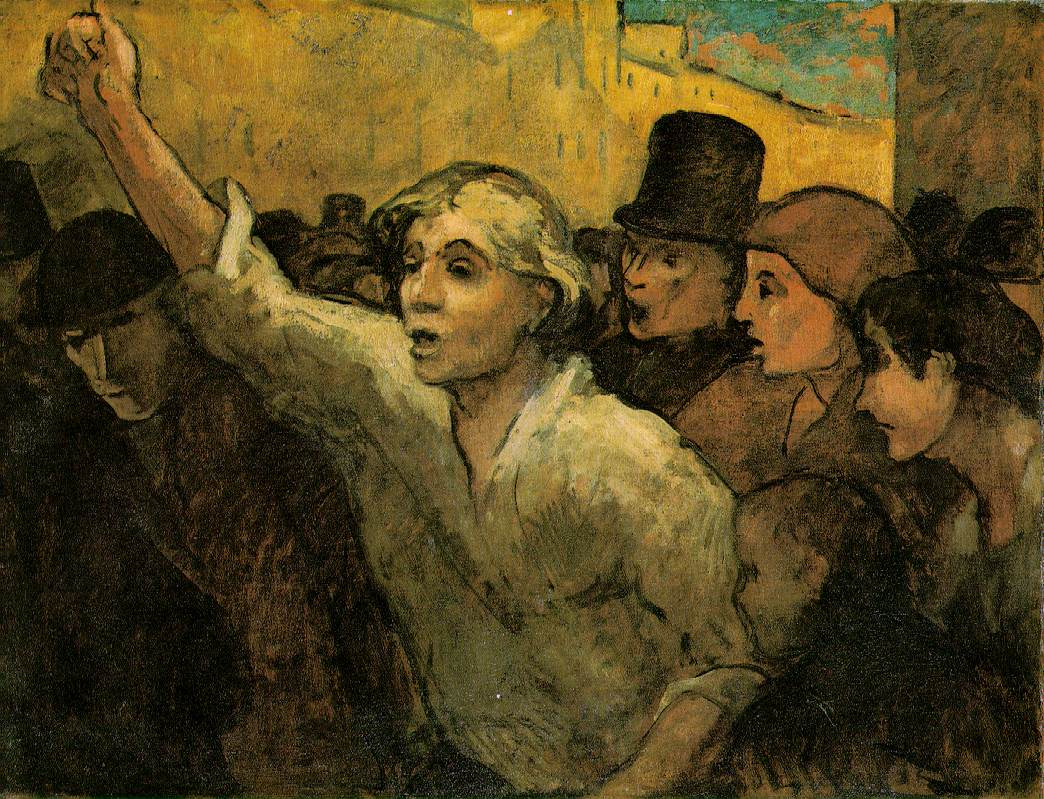
オノレ・ドーミエ, The Uprising, 1848
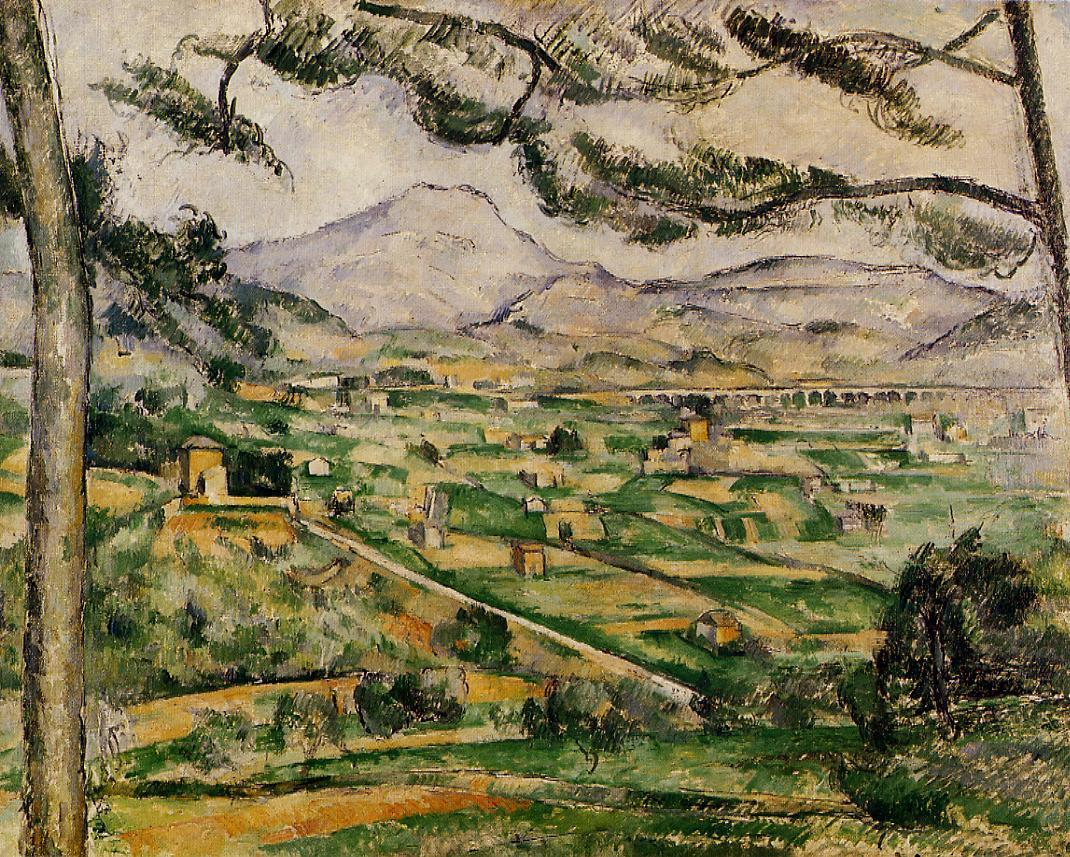
ポール・セザンヌ, Mont Sainte-Victoire with Large Pine, 1886-1887
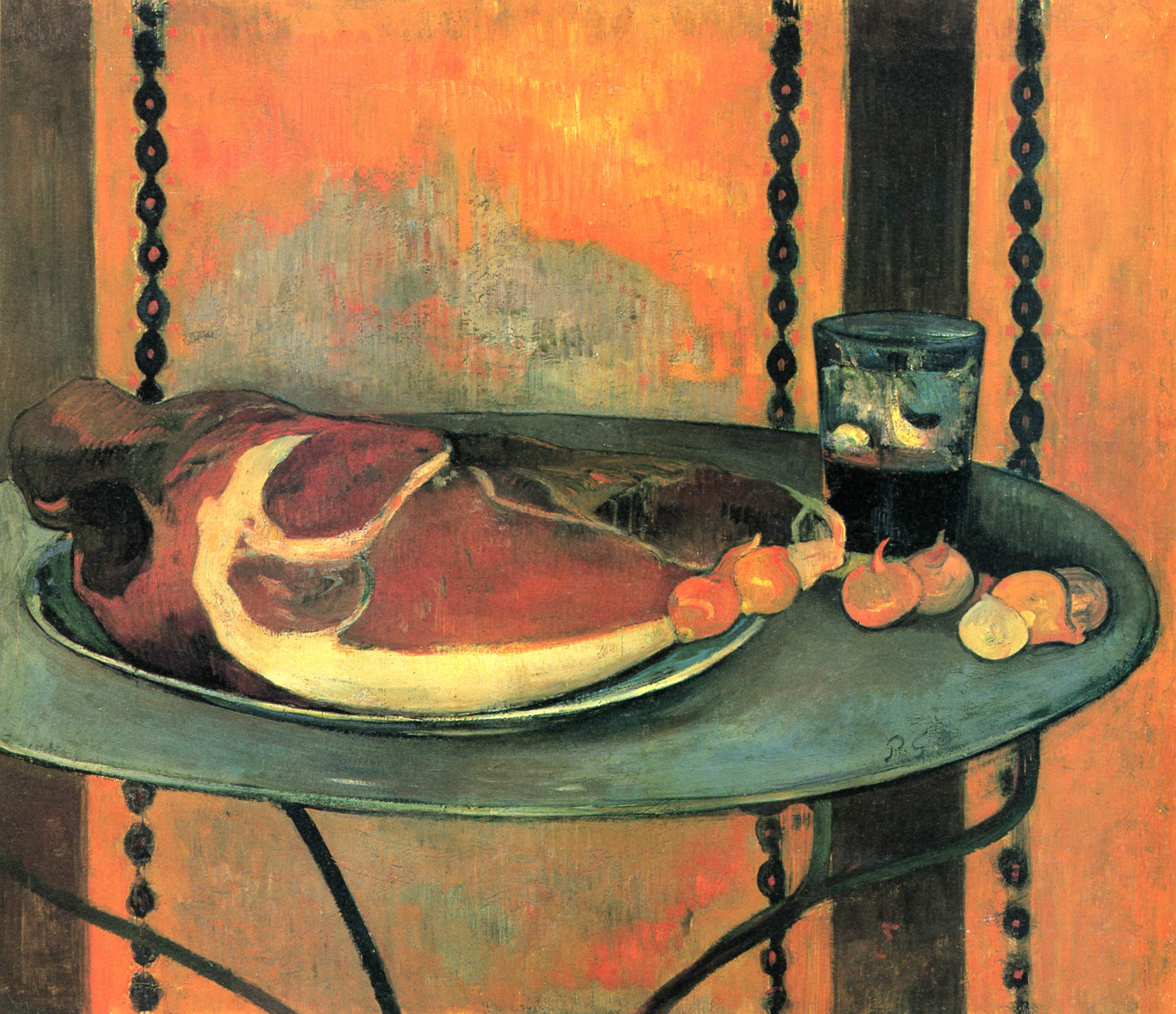
ポール・ゴーギャン, The Ham, 1889
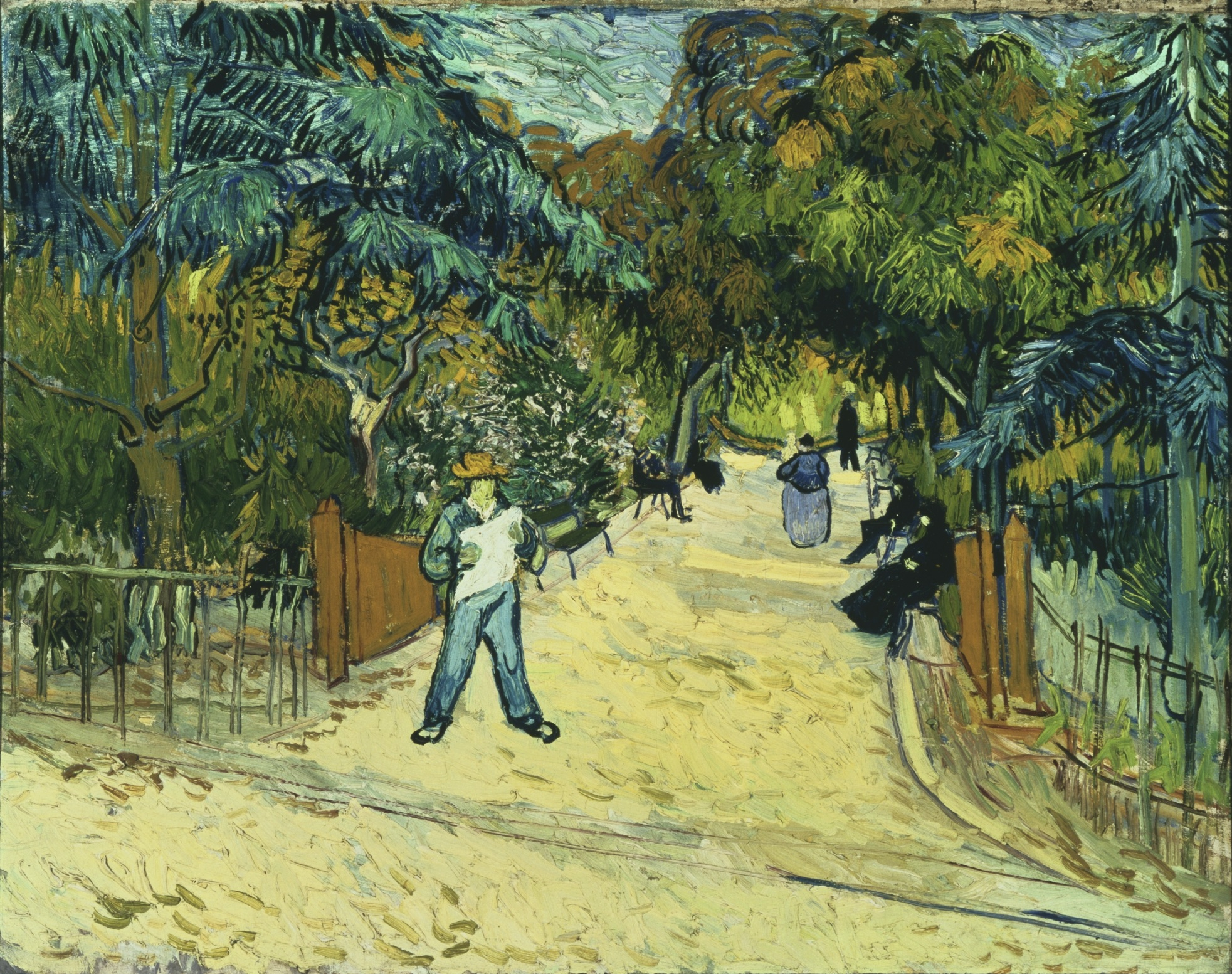
フィンセント・ファン・ゴッホ, 『アルルの公園の入口』, 1888
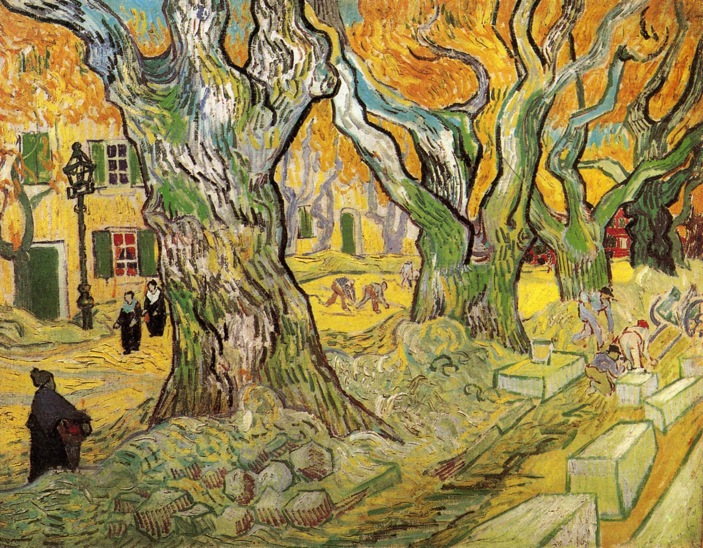
フィンセント・ファン・ゴッホ, The Road Menders, 1889
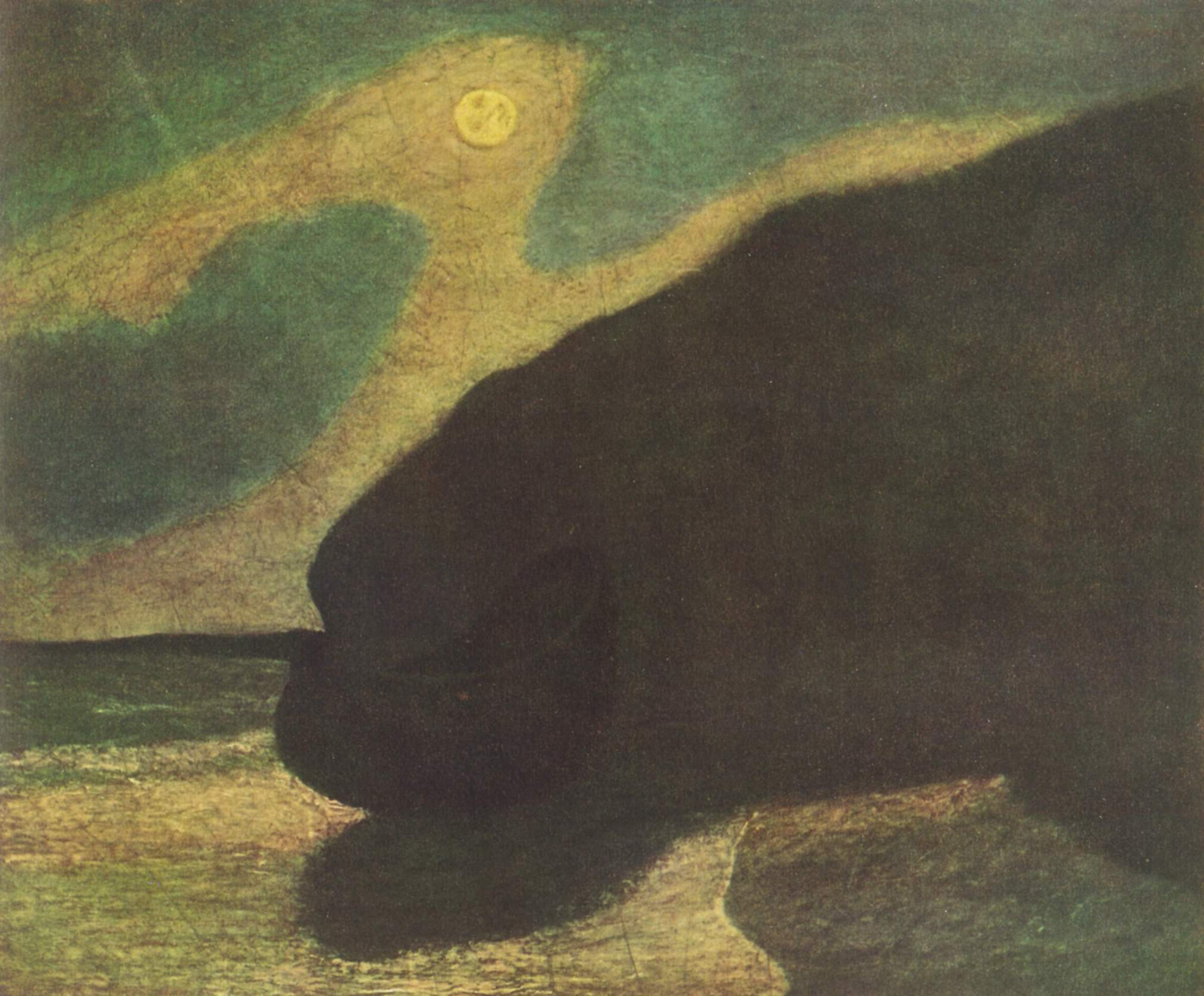
アルバート・ピンカム・ライダー, Seacoast in Moonlight, 1890
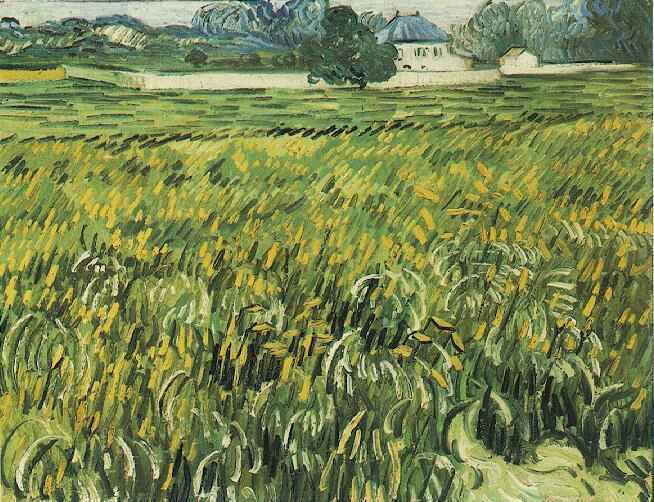
フィンセント・ファン・ゴッホ, Wheat Field at Auvers with House, 1890
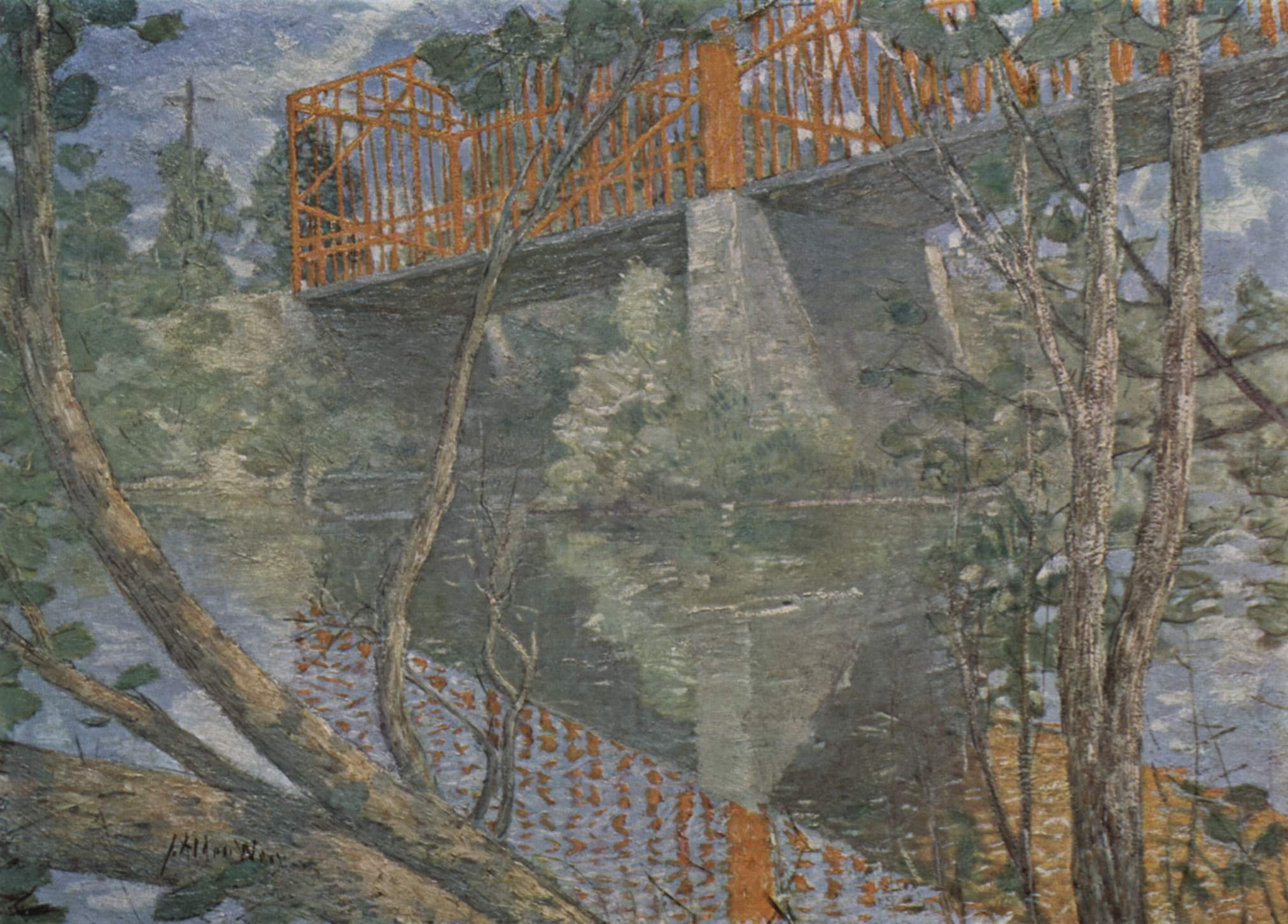
ジュリアン・オールデン・ウィアー, The Red Bridge, ca. 1895
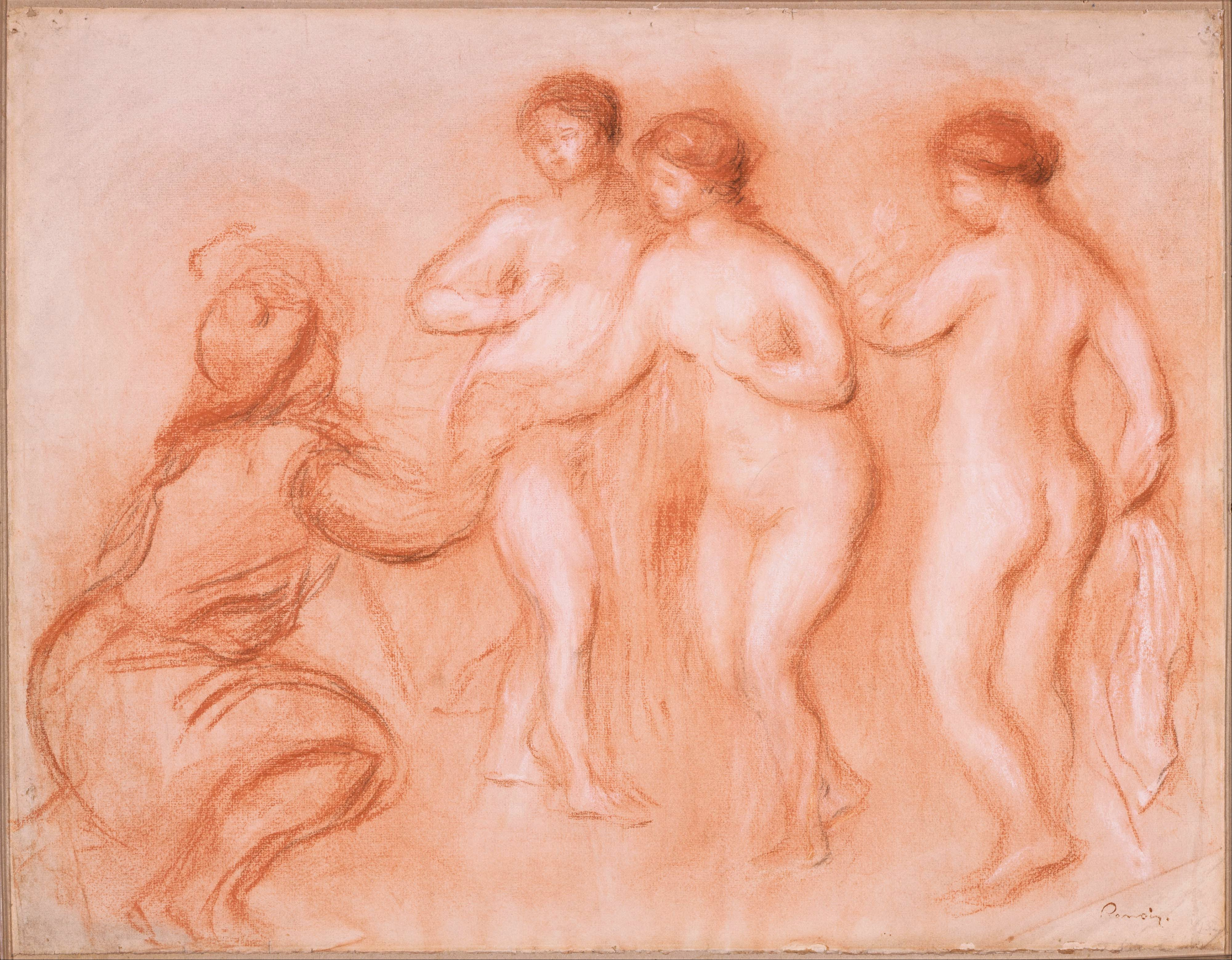
ピエール＝オーギュスト・ルノワール, Judgment of Paris, c. 1908
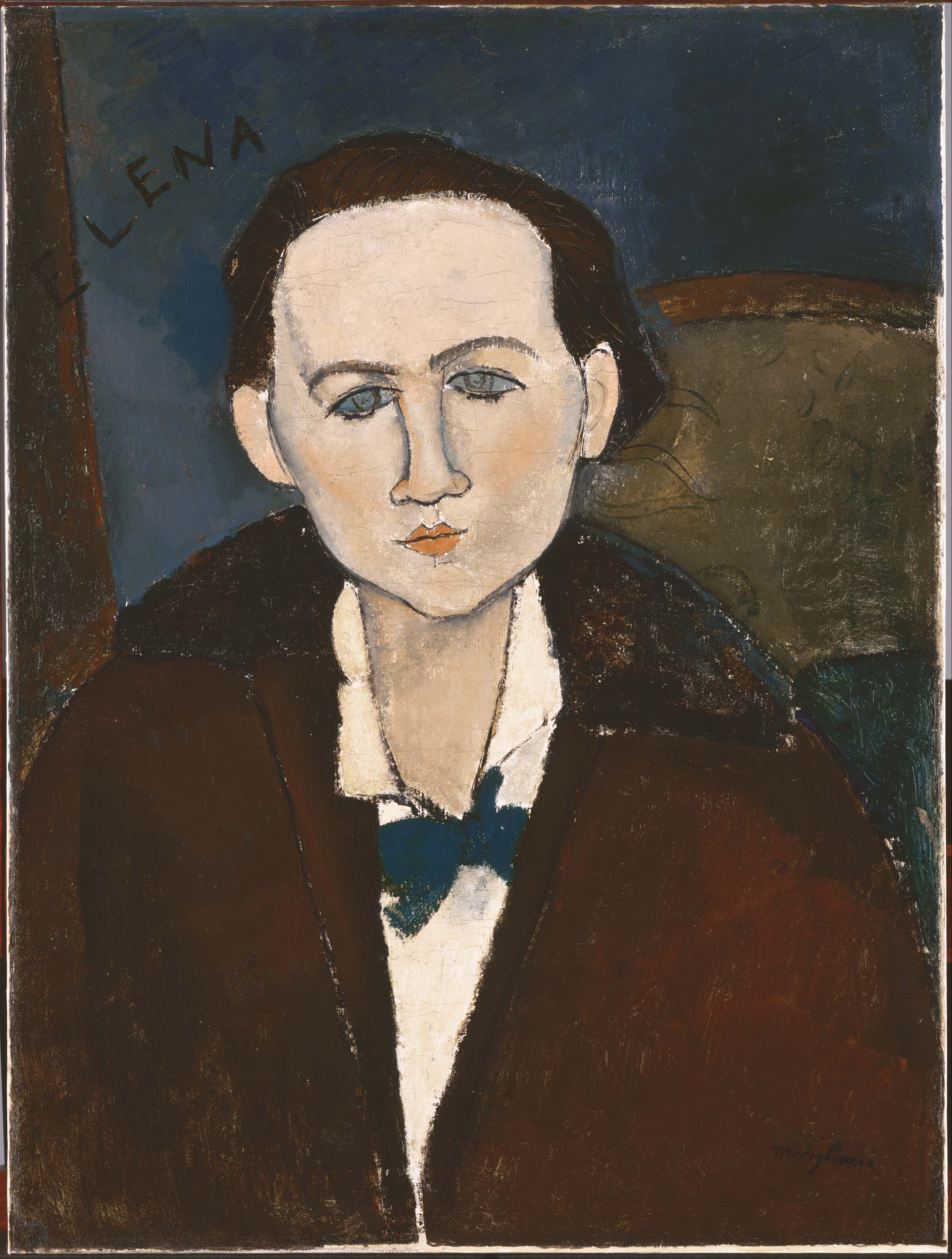
アメデオ・モディリアーニ, Portrait of Elena Pavlowski, 1917
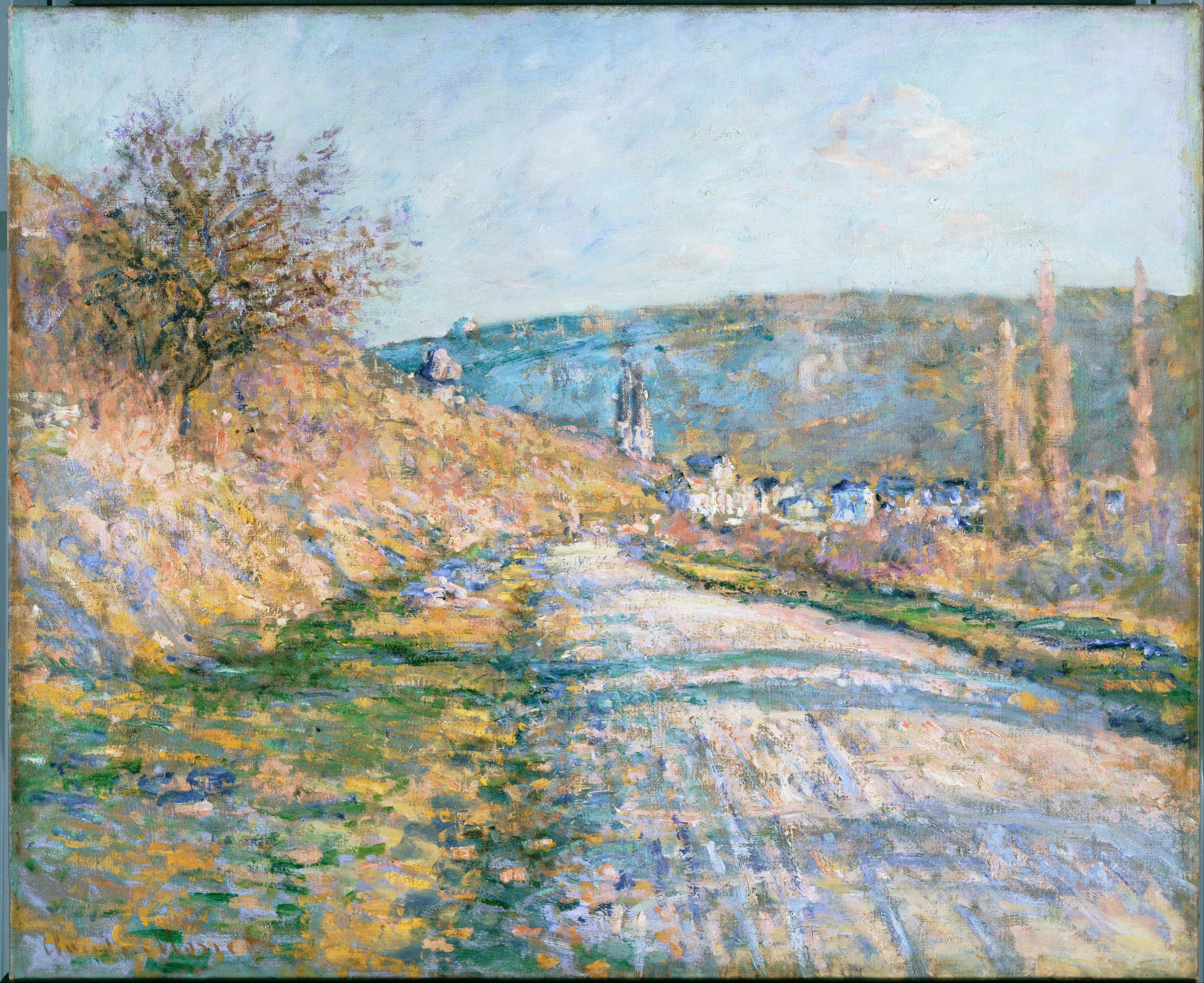
クロード・モネ、『ヴェトゥイユへの道』、1879年

## 日本にて
2011年に国立新美術館で「モダン・アート,アメリカン－珠玉のフィリップス・コレクション－」が開催された。
2018年10月から2019年2月まで、三菱一号館美術館にて「全員巨匠！フィリップス・コレクション展」が開催された。